# Kunzang Choden
Kunzang Choden   (Districte de Bumthang, 1952) és una escriptora butanesa en anglés.
Sos pares era terratinents i quan tenia nou anys l'enviaren a un col·legi de l'Índia on aprengué anglés. Es graduà en psicologia en l'Indraprastha College de Delhi i en sociologia en la Universitat de Nebraska-Lincoln. Ha treballat per al Programa de les Nacions Unides per al Desenvolupament a Bhutan i actualment viu amb el seu marit suís a Timphu, amb qui ha tingut dues filles i un fill.